# Pablo Rieznik
Pablo Héctor Rieznik (Buenos Aires, 15 de septiembre de 1949-Ib., 17 de septiembre de 2015) fue un militante, político, economista, profesor universitario e investigador argentino. Fue también un destacado militante y dirigente del Partido Obrero.

## Biografía
Pablo Rieznik cursó sus estudios secundarios en el Colegio Nacional de Buenos Aires.
Obtuvo el título de economista en la Universidad Católica de San Pablo, ciudad en la que debió exilarse por la persecución de la dictadura militar argentina. Una vez recibido fue docente en esa Universidad y también investigador en el Centro Brasilero de Análisis y Planeamiento (CEBRAP).
Rieznik fue profesor titular en la Universidad de Buenos Aires (UBA) donde desarrolló su actividad siendo titular de la materia Historia de los Sistemas Económicos y adjunto en Economía para Historiadores, ambos en la Facultad de Filosofía y Letras. También se desempeñó como titular en Economía II en la Facultad de Ciencias Sociales donde fue además investigador del Instituto de Investigaciones Gino Germani. En esa condición fundó y dirigió la revista electrónica Hic Rhodus. Crisis capitalista, polémicas y controversias, en la que se publican artículos de investigación, reseñas bibliográficas y ensayos relativos al desarrollo de la crisis mundial y sus potenciales salidas revolucionarias.
Fue un conocido dirigente de la izquierda argentina. Desde muy joven integró las filas del movimiento estudiantil y fue miembro de la Federación Universitaria Argentina. En 1977 fue secuestrado por la dictadura encabezada por el general Jorge Rafael Videla y liberado luego de una campaña internacional en reclamo su aparición. En la década siguiente fue uno de los fundadores del sindicato de los profesores universitarios en la Universidad de Buenos Aires, AGD. Como representante del Partido Obrero fue candidato a cargos parlamentarios y ejecutivos en las elecciones de su país, incluyendo el de vicepresidente en 1999, acompañando a Jorge Altamira.
Hacia el final de su vida enfermó de cáncer, aunque este hecho no detuvo su afán de divulgador y académico revolucionario. Continuó dando cursos y preparando artículos hasta su fallecimiento, ocurrido el 17 de septiembre de 2015.

## Obras
Autor de decenas de artículos en revistas y libros de su país y del exterior; ámbitos en los cual ha ejercido su tarea profesional en las últimas tres décadas, como docente e investigador y participando en seminarios y conferencias especializadas.
Entre sus libros publicados se encuentran:
- La pereza y la celebración de lo humano. Editorial Biblos, Buenos Aires, 2015.[5]
- 1968, un año revolucionario (en coautoría). Edición de la Facultad de Filosofía y Letras de la Universidad de Buenos Aires, 2010.[6]

- Un mundo maravilloso. Capitalismo, socialismo en la escena contemporánea. Editorial Biblos, Buenos Aires, 2009.[7]

- La revolución rusa en el siglo XXI (en coautoría). Editorial Rumbos, 2008.

- El mundo no empezó en el 4004 antes de Cristo –Marx, Darwin y la ciencia moderna. Editorial Biblos, 2005.[8]

- Las Formas del Trabajo y la Historia -Una introducción al estudio de la Economía Política-. Editorial Biblos, 2003.

- Marxismo y Sociedad. Editorial Universitaria de Buenos Aires. EUDEBA, 2000.[9]

- Endeudamiento externo y crisis mundial: el caso de Brasil. Consejo Latinoamericano de Ciencias Sociales (Clacso). 1986.[10]

Numerosos artículos de su autoría han sido igualmente publicados en revistas y libros en Argentina y Brasil.

### Artículos
- Rieznik, Pablo: Ciencia y Socialismo. Artículo publicado en la revista En defensa del Marxismo (1995)
- Trotsky y la lucha por la IV Internacional, por Pablo Rieznik.
- La reforma de 1918: el primer Cordobazo
- La cuestión educativa: una apreciación de conjunto
- Un comentario sucinto y necesario (1999)
- Catastrofismo, forma y contenido, publicado en la revista En defensa del marxismo n°35. (2008)

- Datos: Q16957199